# Distretto di Adilcevaz
Il distretto di Adilcevaz (in turco Adilcevaz ilçesi) è uno dei distretti della provincia di Bitlis, in Turchia.